# War dialing
War dialing ou wardialing é uma técnica usada por hackers, para a criação de um banco de dados de informações a respeito de todos os números de telefone de determinado prefixo e região, através de um computador configurado para realizar chamadas automaticamente.

## Funcionamento
A cada ligação, o programa de computador automático aguarda alguns toques, e então guarda informações básicas sobre o resultado, como se a chamada foi feita para um número inexistente, atendida por uma pessoa, por um modem ou por um fax.
Quando um computador atende a ligação, o programa também guarda quaisquer informações dadas gratuitamente pelo computador em questão, como por exemplo a identificação do computador. Opcionamlente, o programa de wardialing pode também tentar um ataque de força bruta, ou outros métodos de cracking, para descobrir a senha de acesso ao sistema.
De posse dessas informações, o wardialer filtra e compila os dados obtidos pelo programa, gerando um banco de dados para uso pessoal ou para publicação na Internet.